# Ballum Slusekro
Ballum Slusekro er en dansk kro ved Brede Å 350 m øst for Ballum Sluse, få kilometer sydvest for Skærbæk i Tønder Kommune. Den blev indviet i 1919.

## Historie
Krobygningen blev bygget i Heimatschutz-stil i 1915, og rummer i dag et velbevaret interiør med frisiske stiltræk. Sammen med slusen skulle der opføres en slusemesterbolig, og man besluttede allerede i 1914 at kombinere slusemesterjobbet med krovirksomhed, idet det samtidig gav digelaget et mødested. Digelaget afholder stadig sine møder i den såkaldte digelagsstue. På øverste etage blev indrettet tre gæsteværelser, som i dag benyttes som hotelværelser.
Kroen, der stadig ejes af digelaget, var fra åbningen i 1919 og frem til 1993 afholdskro, sådan som digelaget fra begyndelsen havde bestemt det. Fra 1993 blev kroen bortforpagtet, og den har i dag alkoholbevilling.
Maden der serveres på kroen er fra det danske køkken, og kroen har fem dobbeltværelser til udlejning.